# 红岘站
紅峴站（韓語：홍현역）是位于朝鮮民主主義人民共和國黃海南道白川郡的一個鐵路車站。屬於白川線。

## 邻近车站
白川線
溫井站 - 紅峴站 - 白川站